# 홍채학
홍채학(Iridology)은 홍채의 패턴, 색상 및 기타 특성을 검사하여 환자의 전신 건강에 대한 정보를 확인할 수 있다고 주장하는 대체 의학 기술이다. 개업의는 홍채를 인체의 특정 부분에 해당하는 영역으로 나누는 홍채 차트에 관찰 내용을 일치시킨다. 홍채학자는 눈을 신체 건강의 "창"(window)으로 간주한다.
홍채학자는 차트를 사용하여 신체의 건강한 시스템과 기관과 과잉 활동, 염증 또는 괴로움을 구분할 수 있다고 주장한다. 홍채학자는 이 정보가 특정 질병에 대한 환자의 감수성을 보여주거나 과거의 의학적 문제를 반영하거나 이후의 건강 문제를 예측한다고 주장한다.
근거중심의학과 달리 홍채 진단은 양질의 연구에 의해 뒷받침되지 않으며 사이비 과학으로 간주된다. 홍채의 특징은 평생 동안 인체에서 가장 안정적인 특징 중 하나이다.
1979년에 미국의 저명한 홍채 전문의인 버나드 젠슨(Bernard Jensen)과 다른 두 명의 홍채 진단 지지자들은 어떤 환자에게 신장 손상이 있는지 확인하기 위해 143명의 환자의 눈 사진을 조사했을 때 그들의 진료의 기초를 확립하지 못했다. 환자 중 48명은 신장 질환 진단을 받았고 나머지는 정상적인 신장 기능을 보였다. 세 명의 홍채 전문의는 환자의 홍채를 분석한 결과 신장 질환이 있는 환자와 그렇지 않은 환자를 구분할 수 없었다.

## 같이 보기
- 골상학